# Prova femenina d'Espasa individual als JJOO París 2024
La prova femenina d'Espasa individual als Jocs Olímpics de París 2024 serà la 8a edició de l'esdeveniment femení en unes Olimpíades. La prova es disputarà el 27 de juliol del 2024 al Grand Palais de la capital francesa.
La xinesa Sun Yiwen és l'actual campiona de la disciplina olímpica després de guanyar l'or als Jocs Olímpics de Tòquio 2020, per davant de la romanesa Ana Maria Popescu i de l'estoniana Katrina Lehis, que van guanyar la medalla de plata i de bronze respectivament.
L'equip d'Hongria és la selecció més guardonada, amb 3 medalles d'or i 2 medalles de bronze, en les 7 edicions que la prova d'Espasa femenina ha estat present als Jocs Olímpics. L'hongaresa Tímea Nagy és l'esgrimidora més guardonada en la història de la competició, amb 2 medalles d'or consecutives, sent la única esportista femenina en aconseguir aquesta fita en la prova individual d'Espasa.

## Format
Les 34 participants classificades, entraran en un sorteig amb caps de sèrie i es realitzaran els quadres d'eliminatòries. La jugadora que guanyi el combat avançarà de ronda i la que perdi quedarà eliminada. Les dues tiradores que guanyin la semifinal, disputaran la final per aconseguir la medalla d'or i de plata i les perdedores s'enfrontaran per aconseguir la medalla de bronze. La guanyadora de tots els combats serà qui arribi primera als 15 tocs.

## Classificació
34 esgrimistes es classificaran per la prova de Sabre individual femení. L'1 d'abril de 2024 es va tancar el rànquing d'equips senior oficial de la Federació Internacional d'Esgrima (FIE). Itàlia, Corea del Sud, Polònia i França, van ser les 4 seleccions que van quedar en els llocs més alts del rànquing. A part, també es va classificar Ucraïna com a millor selecció europea (5a posició), els Estats Units com a millor selecció d'Amèrica (6a posició), la Xina com a millor selecció d'Àsia-Oceania (7a posició) i Egipte com a millor selecció d'Àfrica (15a posició). Les 8 seleccions han classificat a 3 esportistes cadascuna. Les següents 6 places s'han aconseguit mitjançant el rànquing individual sènior de la FIE, que s'ha tancat a la mateixa data. Només s'han pogut classificar les atletes les quals el seu equip no estigués classificat. Vivian Kong per Hong Kong (1a posició) i Miho Yoshimura pel Japó (43a posició) van aconseguir els bitllets per Àsia-Oceania. Anna Kun per Hongria (4a posició) i Nelli Differt per Estònia (12a posició) van aconseguir els bitllets europeus, Nathalie Moellhausen pel Brasil (5a posició) va obtenir la plaça per Amèrica i Alexandra Ndolo per Kenya (14a posició) va aconseguir la plaça africana. Les 4 últimes places, es van decidir en els esdeveniments de classificació per zones, on el guanyador de cada torneig es classificà per la prova olímpica. Cal tenir en compte que cada país podrà tenir un màxim de 3 atletes a la prova.
| Esdeveniment                       | Places | País          | Atleta                        |
| ---------------------------------- | ------ | ------------- | ----------------------------- |
| Rànquing equips                    | 24     | Itàlia        |                               |
| Rànquing equips                    | 24     | Itàlia        |                               |
| Rànquing equips                    | 24     | Itàlia        |                               |
| Rànquing equips                    | 24     | Corea del Sud |                               |
| Rànquing equips                    | 24     |               |                               |
| Rànquing equips                    | 24     |               |                               |
| Rànquing equips                    | 24     | Polònia       | Alicja Klasik                 |
| Rànquing equips                    | 24     | Polònia       | Renata Knapik-Miazga          |
| Rànquing equips                    | 24     | Polònia       | Martyna Swatowska-Wenglarczyk |
| Rànquing equips                    | 24     | França        |                               |
| Rànquing equips                    | 24     |               |                               |
| Rànquing equips                    | 24     |               |                               |
| Rànquing equips                    | 24     | Ucraïna       |                               |
| Rànquing equips                    | 24     |               |                               |
| Rànquing equips                    | 24     |               |                               |
| Rànquing equips                    | 24     | Estats Units  | Anne Cebula                   |
| Rànquing equips                    | 24     | Estats Units  | Hadley Husisian               |
| Rànquing equips                    | 24     | Estats Units  | Margherita Guzzi Vincenti     |
| Rànquing equips                    | 24     | Xina          |                               |
| Rànquing equips                    | 24     |               |                               |
| Rànquing equips                    | 24     |               |                               |
| Rànquing equips                    | 24     | Egipte        |                               |
| Rànquing equips                    | 24     |               |                               |
| Rànquing equips                    | 24     |               |                               |
| Rànquing individual Europa         | 2      | Hongria       | Anna Kun                      |
| Rànquing individual Europa         | 2      | Estònia       | Nelli Differt                 |
| Rànquing individual Àsia-Oceania   | 2      | Hong Kong     | Vivian Kong                   |
| Rànquing individual Àsia-Oceania   | 2      | Japó          | Miho Yoshimura                |
| Rànquing individual Àfrica         | 1      | Kenya         | Alexandra Ndolo               |
| Rànquing individual Amèrica        | 1      | Brasil        | Nathalie Moellhausen          |
| Torneig classificació Amèrica      | 1      | Perú          | María Luisa Doig              |
| Torneig classificació Europa       | 1      | Suïssa        | Pauline Brunner               |
| Torneig classificació Àfrica       | 1      | Senegal       | Ndèye Binta Diongue           |
| Torneig classificació Àsia-Oceania | 1      | Singapur      | Kiria Tikanah                 |

## Medaller històric
| Posició | País     | Or | Argent | Bronze | Total |
| ------- | -------- | -- | ------ | ------ | ----- |
| 1       | Hongria  | 3  | 0      | 2      | 5     |
| 2       | França   | 1  | 2      | 2      | 5     |
| 3       | Alemanya | 1  | 1      | 0      | 2     |
| 4       | Xina     | 1  | 0      | 2      | 3     |
| 5       | Ucraïna  | 1  | 0      | 0      | 1     |
| 6       | Romania  | 0  | 2      | 0      | 2     |
| 7       | Itàlia   | 0  | 1      | 0      | 1     |
| 7       | Suïssa   | 0  | 1      | 0      | 1     |
| 9       | Estònia  | 0  | 0      | 1      | 1     |